# سوزي كويلو
سوزي كويلو (بالإنجليزية: Susie Coelho)‏ هي ممثلة بريطانية، ولدت في 7 ديسمبر 1953 في ساسكس في المملكة المتحدة.

## وصلات خارجية
- سوزي كويلو على موقع IMDb (الإنجليزية)
- سوزي كويلو على موقع قاعدة بيانات الفيلم (الإنجليزية)